# Стражек
Стра́жек (чеш. Strážek) — город в Чехии в районе Ждяр-над-Сазавоу края Высочина. В городе есть школа, почта и медицинское учреждение. Стражек сегодня состоит из 204 домов.

## География
Город расположен примерно в двенадцати километрах к юго-западу от ближайшего крупного города Бистршице-над-Пернштейнем, в 22 километрах к юго-востоку от районного центра Ждяр-над-Сазавоу и в 38 километрах северо-западу от Брно, в долине реки Бобрувка на Чешско-Моравской возвышенности. 
Самая высокая точка - холм Стражнице высотой 550 метров над уровнем моря к югу от города.
Соседние города: Дольни Розсичка на севере, Горни Розсичка и Буков на северо-востоке, Митров на востоке, Новый Двур, Крчма на юго-востоке, Дольни Либохова на юге, Радков и Радковицкы на юго-западе, Емнице на западе и Мирошов на северо-западе.

## История
Согласно древней легенде, история Стражек восходит к периоду Великой Моравии — с 1158 года, когда в Стражеке стоял замок, на месте которого позже была построена церковь. Однако, первое письменное упоминание о деревне датируется 1338 годом, а в 1375 году он упоминается как город. До 1560 года Стражек принадлежал к имению Митров, после чего поместья Стражек были отделены и присоединены к имению Моравец. Первая школа была основана в 1662 году.
После отмены вотчинного правления в 1850 году, Стражек стал торговым городом в районе Нове-Место-на-Мораве. Топоним Стражек используется с конца XIX века. В 1949 году, когда район Нове-Место-на-Мораве был расформирован, муниципалитет был передан в состав района Бистршице-над-Пернштейнем. В 1961 году деревня вошла в состав района Ждяр-над-Сазавоу. 10 октября 2006 года населенному пункту был возвращен статус торгового города.

## Достопримечательности

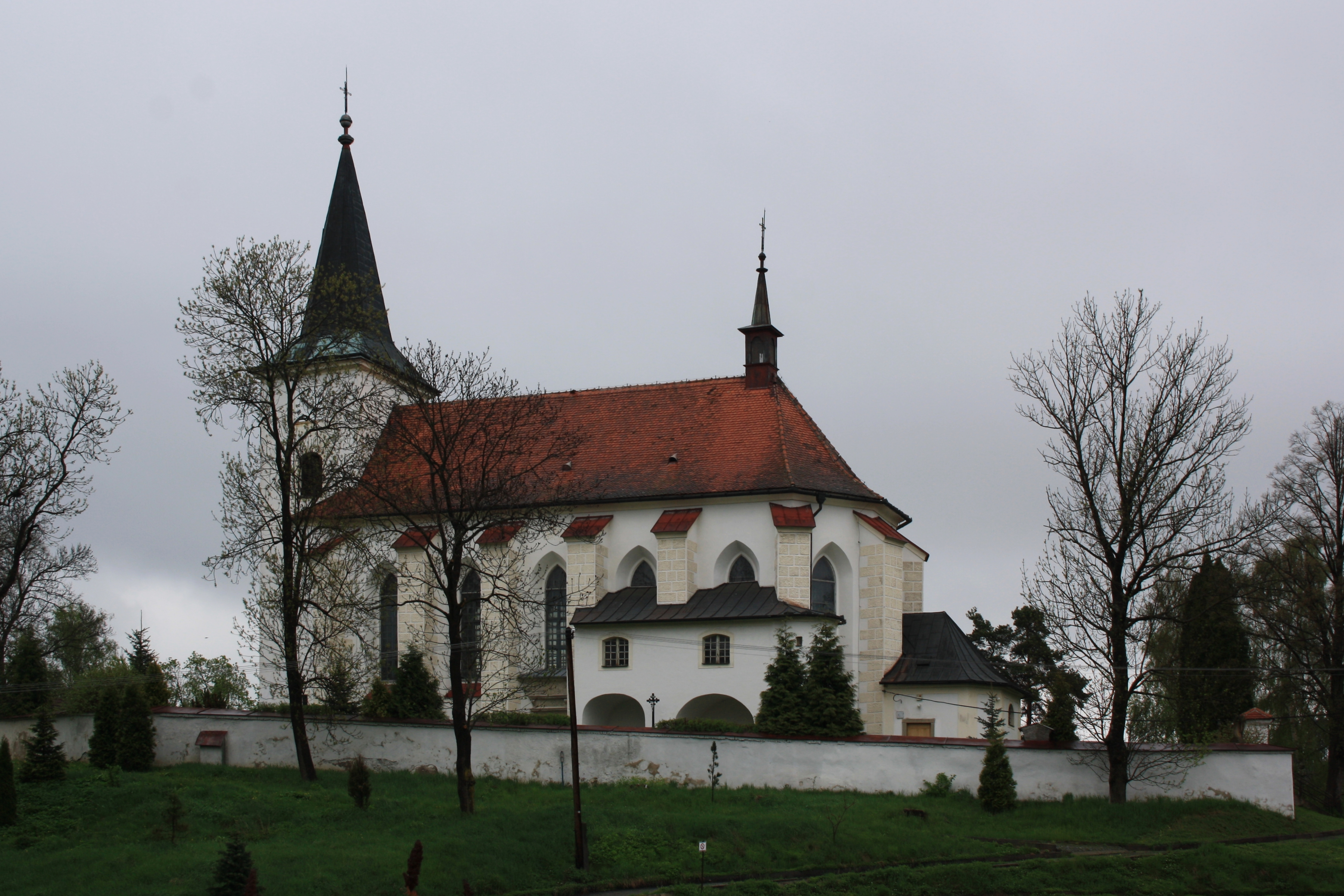
Церковь Святых Симона и Иуды

- Церковь Святых Симона и Иуды, здание было построено в 1616 году как протестантская церковь на месте более старой церкви Посещения Девы Марии[5][6].
- Руины замка Митров, построенного в начале XIV века, к юго-востоку от Стражека, над излучиной реки Бобрувки.
- Статуя Святого Яна Непомуцкого XVIII века на кладбище.
- Статуя Святого Флориана на рынке, созданная в XVIII веке.

## Население
| Год  | Численность | Численность |
| ---- | ----------- | ----------- |
| 1869 | 1566        | [ 7 ]       |
| 1880 | 1803        | [ 7 ]       |
| 1890 | 1685        | [ 7 ]       |
| 1900 | 1605        | [ 7 ]       |
| 1910 | 1483        | [ 7 ]       |
| 1921 | 1517        | [ 7 ]       |
| 1930 | 1303        | [ 7 ]       |
| 1950 | 1024        | [ 7 ]       |
| 1961 | 1218        | [ 7 ]       |
| 1970 | 1068        | [ 7 ]       |
| 1980 | 967         | [ 7 ]       |
| 1991 | 973         | [ 7 ]       |
| 2001 | 956         | [ 7 ]       |
| 2011 | 909         | [ 7 ]       |
| 2014 | 865         | [ 8 ]       |
| 2016 | 835         | [ 9 ]       |
| 2017 | 820         | [ 10 ]      |
| 2018 | 832         | [ 11 ]      |
| 2019 | 837         | [ 12 ]      |
| 2020 | 842         | [ 13 ]      |
| 2021 | 825         | [ 14 ]      |
| 2022 | 838         | [ 15 ]      |
| 2023 | 854         | [ 16 ]      |
| 2024 | 853         | [ 17 ]      |
| 2025 | 846         | [ 18 ]      |